# Église Saint-Nicolas (Tavant)

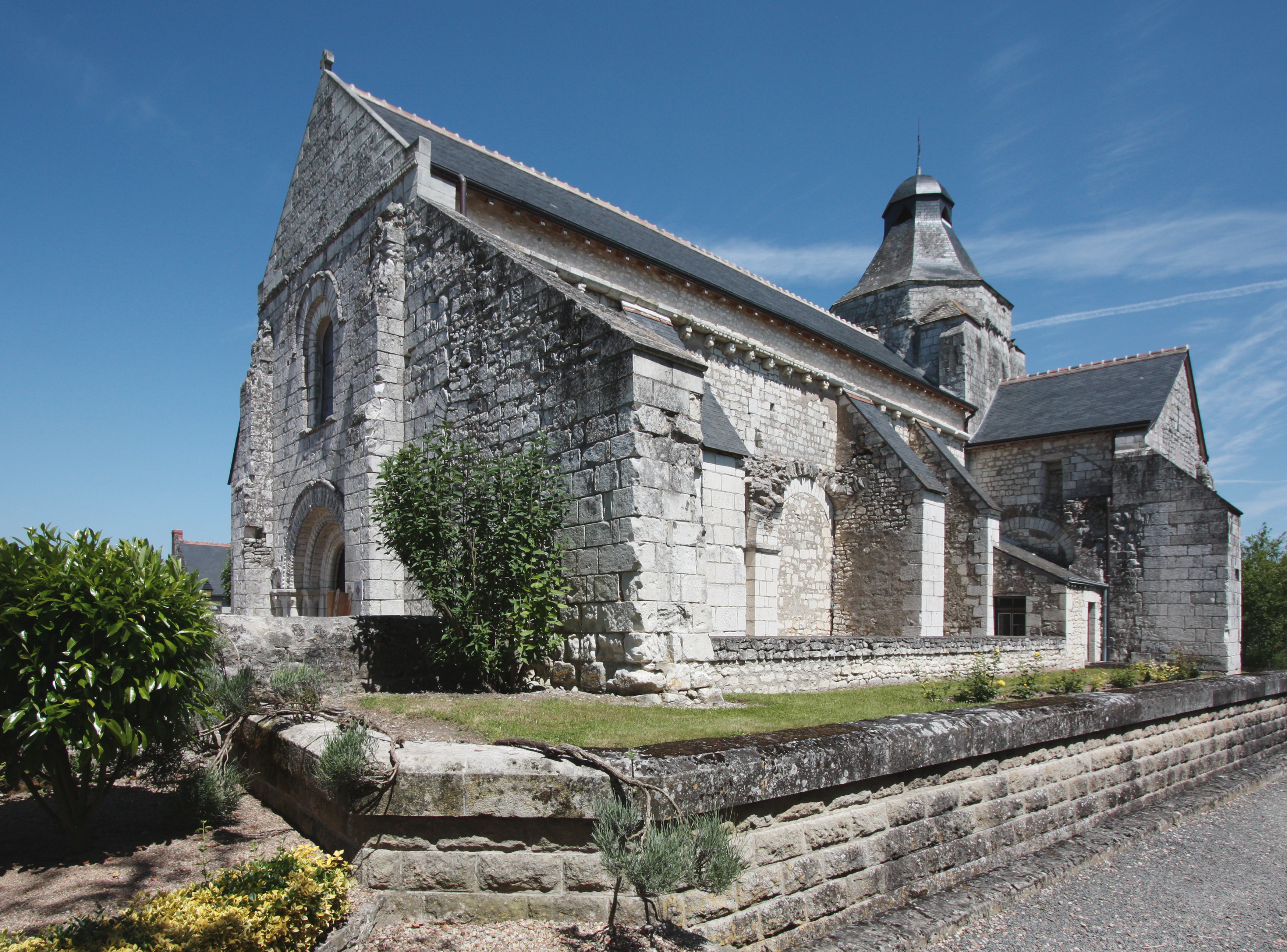
Buitenaanzicht

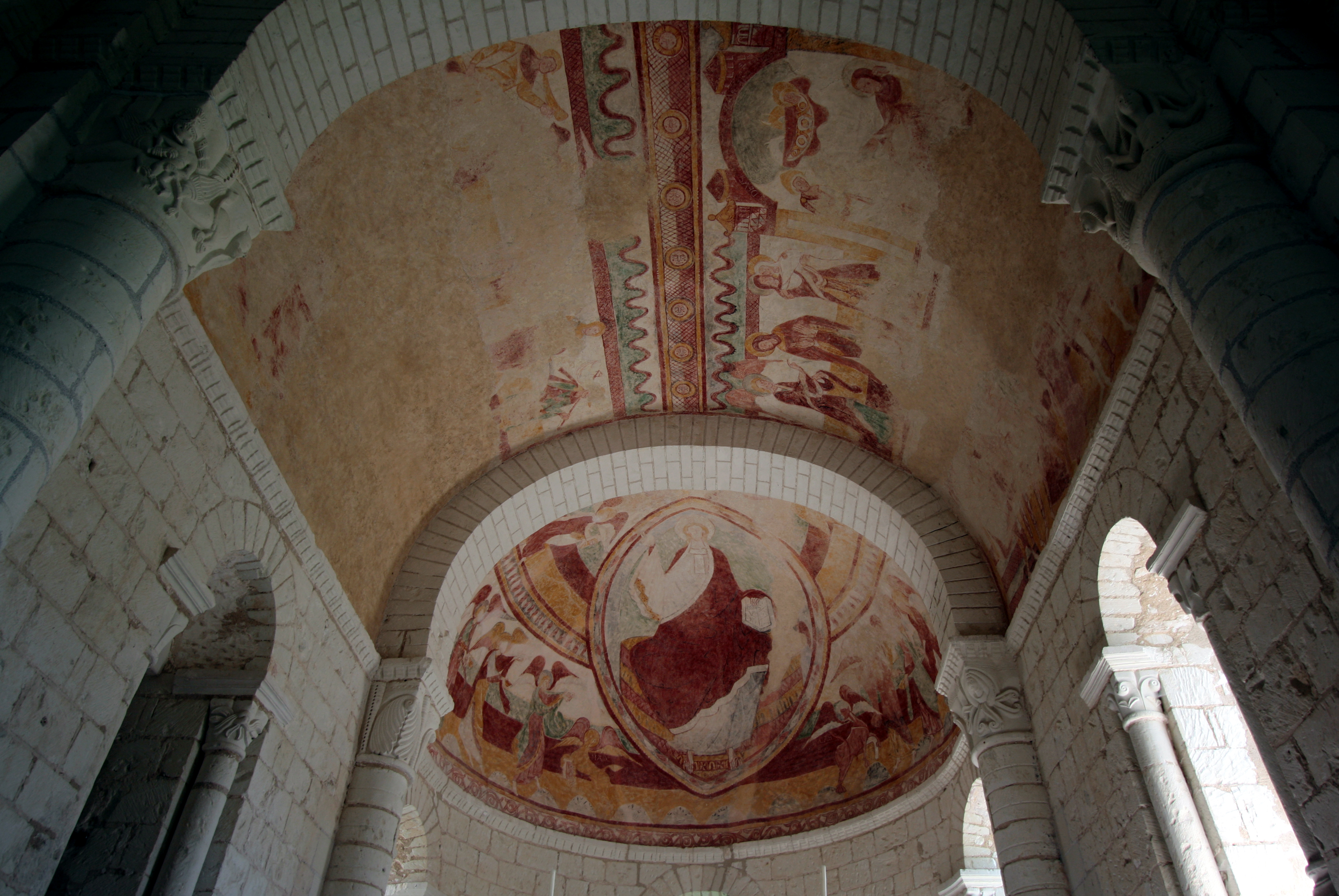
Koorschilderingen

De Église Saint-Nicolas of Sint-Niklaaskerk is een parochiekerk in Tavant in de Franse Loirestreek. Het gebouw, beschermd sinds 1908, is vooral bekend vanwege de romaanse muurschilderingen in de crypte.

## Architectuur
Het gaat om een georiënteerde eenbeukige kerk die voor het eerst vermeld is in 1223 en die vermoedelijk in het eerste kwart van de 12e eeuw werd gebouwd als een romaanse basilica. De vroegere zijbeuken zijn op zeker ogenblik afgebroken, zoals nog te zien is aan de opgevulde rondbogen, die nu deel zijn van de buitenmuren, en aan de grote steunberen die het schip stutten. Het geheel is opgetrokken uit witte steenblokken.
Het westportaal is omlijst door vier bogen met archivolten. Het schip wordt overkluist door een tongewelf en telt vijf traveeën. Ze worden geritmeerd door gordelbogen die rusten op halfzuilen. De kapitelen zijn versierd met vegetale en geometrische motieven. De viering is overwelfd door een koepel op trompen, waarboven zich de massieve achthoekige klokkentoren bevindt. Zijn lage hoogte duidt erop dat hij niet is afgewerkt of ooit is beschadigd en ingekort. Het windijzer op de top heeft de vorm van een gabare.
Het koor is verhoogd en wordt afgesloten door een halfronde apsis. Eronder situeert zich de crypte. In de jaren 1940 zijn onder het pleisterwerk van het koor romaanse muurschilderingen aangetroffen. Ze tonen centraal een Majestas Domini: Christus in zijn mandorla wordt omringd door engelen en evangelisten. Bij de toegang van het koor vallen twee figuratieve kapitelen op. De ene toont een zeemeermin met dubbele staart, de andere Adam en Eva die zich onderhouden met de slang in de boom van de kennis van goed en kwaad. De blauwe en groene pigmenten zijn sneller gedegradeerd, waardoor rode en gele tonen overheersen.

## Crypte
Onder het koor ligt een crypte waarvan de oorspronkelijke functie onduidelijk is . Ze rust op twee rijen massieve pijlers en wordt afgesloten door een halfronde apsis. De kruisgewelven zijn beschilderd met fresco's waarvan de vrije stijl en de iconologie moeilijk te plaatsen is. Er is zelfs gewag gemaakt van een 19e-eeuwse hoax, die zou zijn gepleegd door Prosper Mérimée. Deze hypothese kende echter geen bijval.
De bewaring van de muurschilderingen is delicaat. In de 20e eeuw zijn diverse restauraties uitgevoerd, voor het laatst in 2012. De fresco's zijn in 1941 op ware grootte gereproduceerd door Marthe Flandrin en Simone Flandrin-Latron voor de Cité de l'architecture et du patrimoine te Parijs.

## Voetnoten
1. ↑  Don Denny, "The Tavant Crypt Frescoes", in: Viator, 1989, p. 327-341